# Erība-Marduk
Erība-Marduk, der von 770 bis 761 v. Chr. regierte, gelangte als zweiter chaldäischer Herrscher und erster König des Stammes Bit Jakin auf den babylonischen Königsthron. Er ist Vorfahre des späteren babylonischen Königs Marduk-apla-iddina II., wobei nicht klar ist, ob er dessen Vater oder Großvater war.
In der babylonischen Chronik ist ein Feldzug Erība-Marduks gegen das Land Aramu belegt. Die Aramäer hatten Regionen von Sigilta und Subartu beschlagnahmt, die zu Borsippa und Babylon zählten und von Erība-Marduk nach seinem Sieg über Aramu an die Eigentümer zurückgegeben wurden. Sein Nachfolger Nabû-šuma-iškun gehörte dem Stamm Bit Dakkuri an.  